# Бутурлиновка (аэродром)
Бутурлиновка — военный аэродром в Воронежской области, расположенный в 4 км южнее города Бутурлиновка. 

## История
На аэродроме базировался 899-й гвардейский штурмовой авиационный Оршанский дважды Краснознамённый ордена Суворова полк имени Дзержинского 105-й смешанной авиадивизии 16-й воздушной армии. На вооружении полка состояли штурмовики Су-25.
Штурмовики Су-25 полка в составе четырёх самолётов приняли участие в параде на Красной площади 9 мая 2008 года в честь 63-й годовщины Великой Победы над фашистской Германией.
1 декабря 2009 года 899-й гвардейский штурмовой авиационный Оршанский дважды Краснознамённый ордена Суворова полк имени Дзержинского расформирован, на аэродроме осталась авиационная комендатура.
С декабря 2013 года на аэродроме размещался 47-й смешанный авиационный полк на время ремонта ВПП своего  аэродрома Балтимор города Воронежа.